# Dánia hadserege
A Dán Védelmi erők (dánul: Forsvaret) Dánia hadereje.

## A dán hadsereg néhány összefoglaló adata
- Katonai költségvetés (2003): 3,271 milliárd amerikai dollár, a GDP 1,5%-ka (2004).
- Teljes személyi állomány: 22 880 fő.
- Tartalék: 64 000 kiképzett
- ebből a szárazföldi erő: 46 000 fő
- légierő és légvédelem: 11 600 fő
- haditengerészet: 7300 fő
- Hjemmeværnet: 59 300 fő, ebből a szárazföldi erőkhöz 46 000 fő, a dán haditengerészethez 4500 fő, a repülő és légvédelmi erőkhöz 5500 fő tartozik.
- Sorozás, toborzás rendje: kombinált
- Szolgálati idő: 4-től 12 hónapig akár, más esetekben 24 hónap.
- Mozgósítható létszám: 1,3 millió fő, melyből katonai szolgálatra alkalmas 1,1 millió fő.

## Szárazföldi erő: 14 700 fő, és még 3000 fő polgári alkalmazott (közalkalmazott)
- 1 hadműveleti parancsnokság
- 1 gépesített hadosztály
- 1 harcászati csoport ezred
- 1 gyorsreagálású dandár

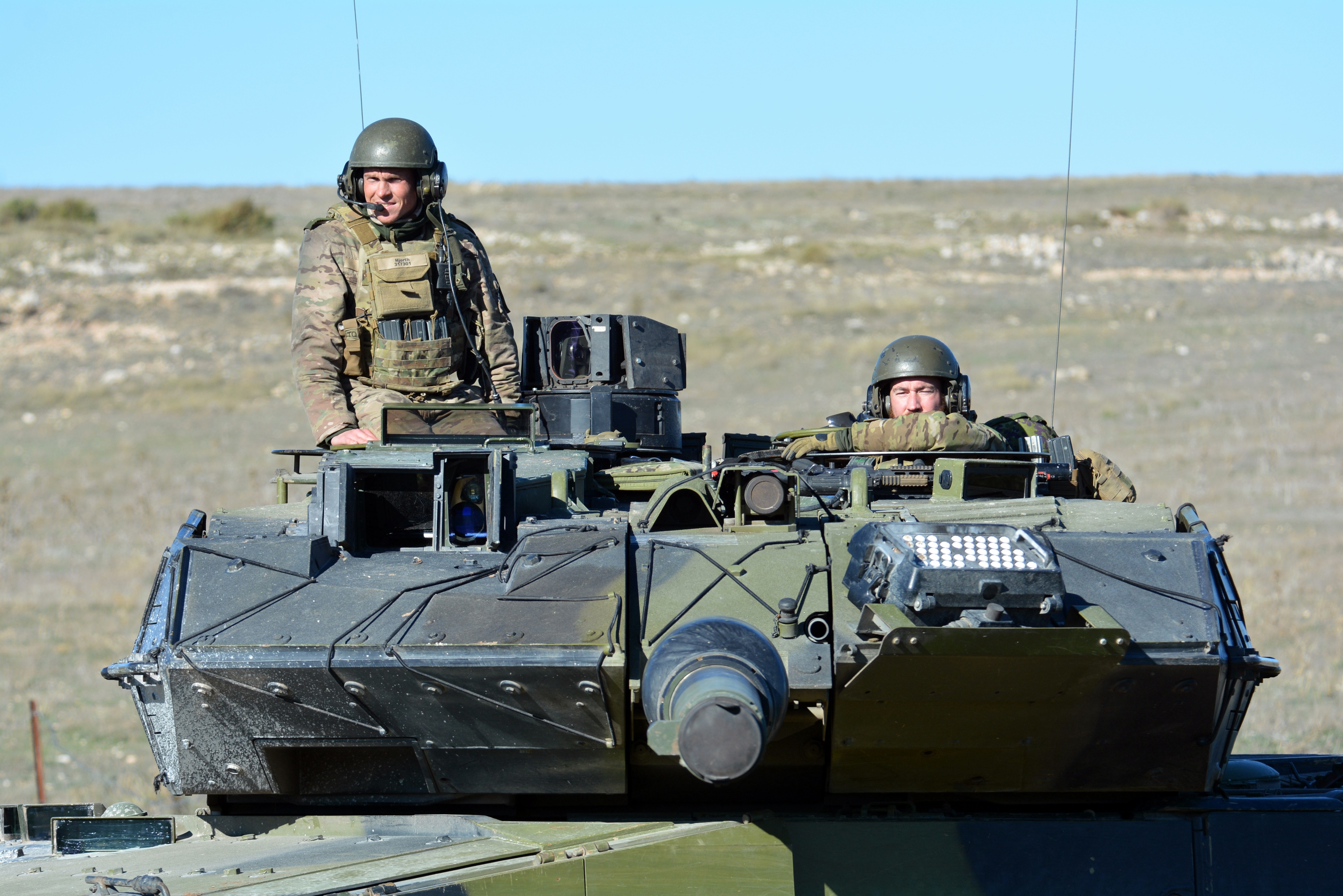
Dán Leopard 2 harckocsi.

- 1 önálló légvédelmi üteg, felderítő századokkal és műszaki századokkal
- 1 harcihelikopter század
- 1 felderítő helikoptercsoport

### Fegyverzet
- 220 db Leopard 1A5
- 18 db Leopard 2A4 (+ 51 db Leopard 2A5)
- 54 db AH41
- 53 db M41DK harckocsi
- 315 db M113
- 11 db Piranha–3
- 369 db BBM harcjármű
- 36 db BRM
- 76 db 155 mm-es önjáró M109
- 12 db M270 MLRS
- 160 db 120 mm-es Brandt aknavető
- 455 db 81 mm-es aknavető, ebből 53 db önjáró aknavető
- 140 db Toy páncélelhárító rakétaindító
- 1131 db Carl Gustav kézi páncélelhárító gránátvető, Stinger kézi légvédelmi rakétaindító
- 25 db helikopter, ebben 12 db AS550C2 harci helikoptert

## Légierő és légvédelem: 3500 fő, ebből 125 fő lát el tényleges katonai szolgálatot
Harcászati egységek és alegységek:

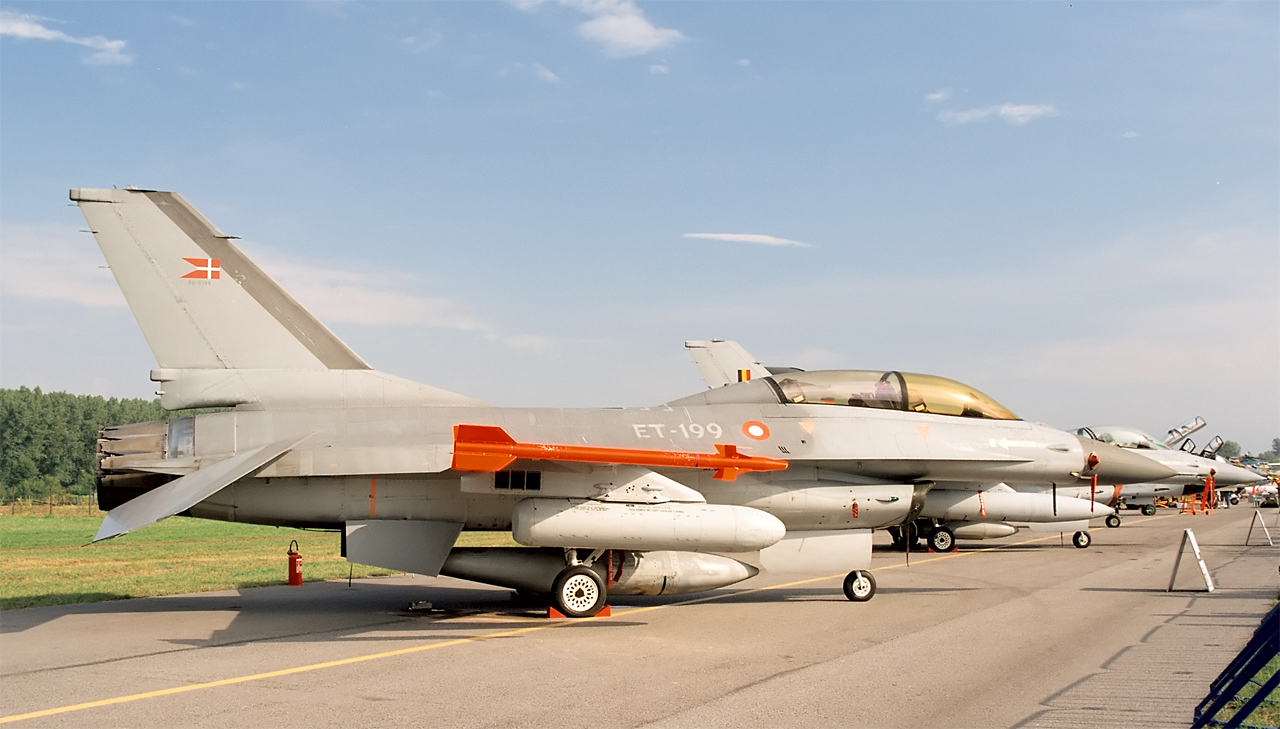
A Dán Királyi Légierő F-16-osa

- 3 vadászbombázó-század, szállító- és helikopterszázad.

Repülők, helikopterek:
- 68 db F–16A és F-16B (48 db 2007-ben)
  - a közeljövőben előfordulhat, hogy a Dán Királyi Légierő több okból is (például kiöregedés, fenntartási nehézségek stb.) leváltja F-16-osait. A helyükre pedig a svéd ajánlat, a dán elképzeléseknek megfelelően, megnövelt hatótávolságú JAS 39 Gripen DK négy és feledik generációs gépeket rendszeresítenek. (48 db lehetséges, ha létrejön a megállapodás)
- 3 db C–130H
- 2 db Gulfstream III
- 28 db SAAB T–17
- 8 db Sikorsky S–61

Légvédelem:
- 2 légvédelmi zászlóalj, 36 db korszerűsített MIM–23 Hawk légvédelmi rakétaindítóval.

## Haditengerészet: 4000 fő
Hajóállomány:
- 3 db Mod Cobben tengeralattjáró
- 2 db Narval tangeralattjáró

A Dán Királyi Haditengerészet lobogója

- 3 db fregatt, Niels Uel rakétákkal.
- 4 db Tetis fregatt
- 14 db Fluvefisken
- 3 db Agdlek őrhajó
- 9 db Barse őrhajó
- 2 db Falster aknarakó
- 9 db aknaszedő (-mentesítő)
- 13 db kisegítő, ebből 4 db jégtörő, 1 db tanker, 1 db királyi yacht.

Haditengerészeti repülőerő:
- 12 db repülőgép, SMA–3
- 8 db Lynx Mk91 helikopter
- 7 db S–61A Sea King helikopter

## Parti őrség: 4000 fő
Állományába tartozik:
- 29 db őrhajó
- 2 üteg, 16 db ASM Harpoon rakétával, 150 mm-es lövegekkel és 9 radarállomás.

## Egyéb
Dánia 2024 végétől növelte költségvetését a haderő fejlesztésére, továbbá fokozta katonai jelenlétét Grönlandon, miután Donald Trump másodszor is megválasztott amerikai elnök több kijelentést is tett arra vonatkozólag, hogy akár katonai erővel is elragadja a szigetet, amennyiben azt Dánia nem adja át az Amerikai Egyesült Államoknak.
2025 júliustól kötelezővé tették a nők sorkatonai szolgálatát. Az új szabályok szerint a 18. életévüket betöltő férfiaknak és nőknek regisztrálniuk kell a katonai szolgálatra való alkalmasság felmérése céljából. A sorkatonai szolgálat időtartamát 4 hónapról 11 hónapra emelték. Első körben önkéntesek jelentkezésére számítanak, az adott évben üresen maradt helyekre pedig sorsolás útján döntik el, hogy kinek kell teljesítenie a szolgálatot. 